# Scotinella californica
Espèce
Synonymes
- Phruronellus californicus Chamberlin & Gertsch, 1930

Scotinella californica est une espèce d'araignées aranéomorphes de la famille des Phrurolithidae.

## Distribution
Cette espèce est endémique de Californie aux États-Unis,. Elle se rencontre vers Berkeley.

## Systématique et taxinomie
Cette espèce a été décrite sous le protonyme Phruronellus californicus par Chamberlin et Gertsch en 1930. Elle est placée dans le genre Scotinella par Platnick et Chamé-Vázquez en 2024.

## Étymologie
Son nom d'espèce lui a été donné en référence au lieu de sa découverte, la Californie.

## Publication originale
- Chamberlin & Gertsch, 1930 : « On fifteen new North American spiders. » Proceedings of the Biological Society of Washington, vol. 43, p. 137-144 (texte intégral).